# Evert Lindh
Gustaf Evert Lindh, född den 26 maj 1899 i Säffle, Värmlands län, död den 27 augusti 1987 i Stockholm, var en svensk sjömilitär.
Lindh avlade sjöofficersexamen 1920. Han blev fänrik vid flottan samma år och löjtnant 1922. Lindh genomgick Sjökrigshögskolans högre torpedkurs 1929–1930. Han tjänstgjorde vid örlogsvarv och inom marinförvaltningen 1931–1941. Lindh var lärare vid Sjökrigsskolan 1937–1940 och vid Sjökrigshögskolan 1940–1943. Han befordrades till kapten 1935, till kommendörkapten av andra graden 1941 och av första graden 1943. Lindh var chef för torpeddepartementet i Stockholm 1941–1943, för vapenavdelningen vid Stockholms örlogsvarv 1945–1947 och för den vid Karlskrona örlogsvarv 1948–1949. Han blev kommendör 1949, var inspektör för torpedvapnet 1949–1951 samt chef för Sjökrigshögskolan 1951–1954 och för Karlskrona örlogsvarv 1954–1959. Lindh invaldes som ledamot av Örlogsmannasällskapet 1943 och av Krigsvetenskapsakademien 1954. Han blev riddare av Svärdsorden 1941 och kommendör av samma orden 1953. Lindh vilar på Galärvarvskyrkogården i Stockholm.